# آگاسایا
آگاسایا 'به معنای فریادکش' یک ایزدبانو جنگ سامی است. باور بر این است که نام او به «فریاد کش» برگردان می‌شود هرچند هیچ دلیل قابل قبولی در این مورد وجود ندارد. آگاسایا بعدها همراه با بسیاری از ایزدبانوان دیگر در ایشتار ایزدبانوی بابلی درهم آمیخته شد که احتمالاً دلیل آن غلبه بوده‌است. آگاسایا جنبه جنگجو ایشتار شد و در طول تاریخ نیز به این شکل شناخته می‌شد. همچنین برخی گمانه زنی‌ها وجود دارد که ایشتار، و بنابراین آگاسایا، بر ایزدبانوی مصری آنوت تأثیر گذاشتند یا با هم ادغام شدند. دربارهٔ آگاسایا اطلاعات زیادی در دست نیست اما سلاح‌های وی تیر و کمان بوده‌است.